# Atarnaatsoq
Atarnaatsoq è un villaggio della Groenlandia di 3 abitanti (gennaio 2005). Si trova a 61°01'N 45°27'O; appartiene al comune di Kujalleq.